# Аргентина на Летњим олимпијским играма 1920.
Аргентина је после паузе 1912. у Стокхолму учествовало на Летњим олимпијским играма 1920. у Антверпену. То је било треће учешће Аргентине на олимпијским играма. Аргентину је представљао је један спортиста, који се такмичио  у боксу.
Представник Аргентине није освојио ниједну медаљу, тако да је и после ових игара остала у групи земаља које нису освајале олимпијске медаље.

## Бокс
| Боксер         | Дисциплина | Коло 32 такмичара       | коло 16 такмичара  | Четвртфинале       | Полуфинале         | Финале             | Финале           | Детаљи |
| Боксер         | Дисциплина | Противник Резултат      | Противник Резултат | Противник Резултат | Противник Резултат | Противник Резултат | Пласман          | Детаљи |
| -------------- | ---------- | ----------------------- | ------------------ | ------------------ | ------------------ | ------------------ | ---------------- | ------ |
| Анхел Родригез | перолака   | Олсен, Норвешка · Пораз | Није се пласирао   | Није се пласирао   | Није се пласирао   | Није се пласирао   | Није се пласирао |        |